# Didkiwci (obwód żytomierski)
Didkiwci (ukr. Дідківці) – wieś na Ukrainie, w obwodzie żytomierskim, w rejonie żytomierskim, w hromadzie Cudnów. W 2001 liczyła 552 mieszkańców, wśród których 546 wskazało jako ojczysty język ukraiński, 4 rosyjski, 1 białoruski, a 1 inny.